# Drienica

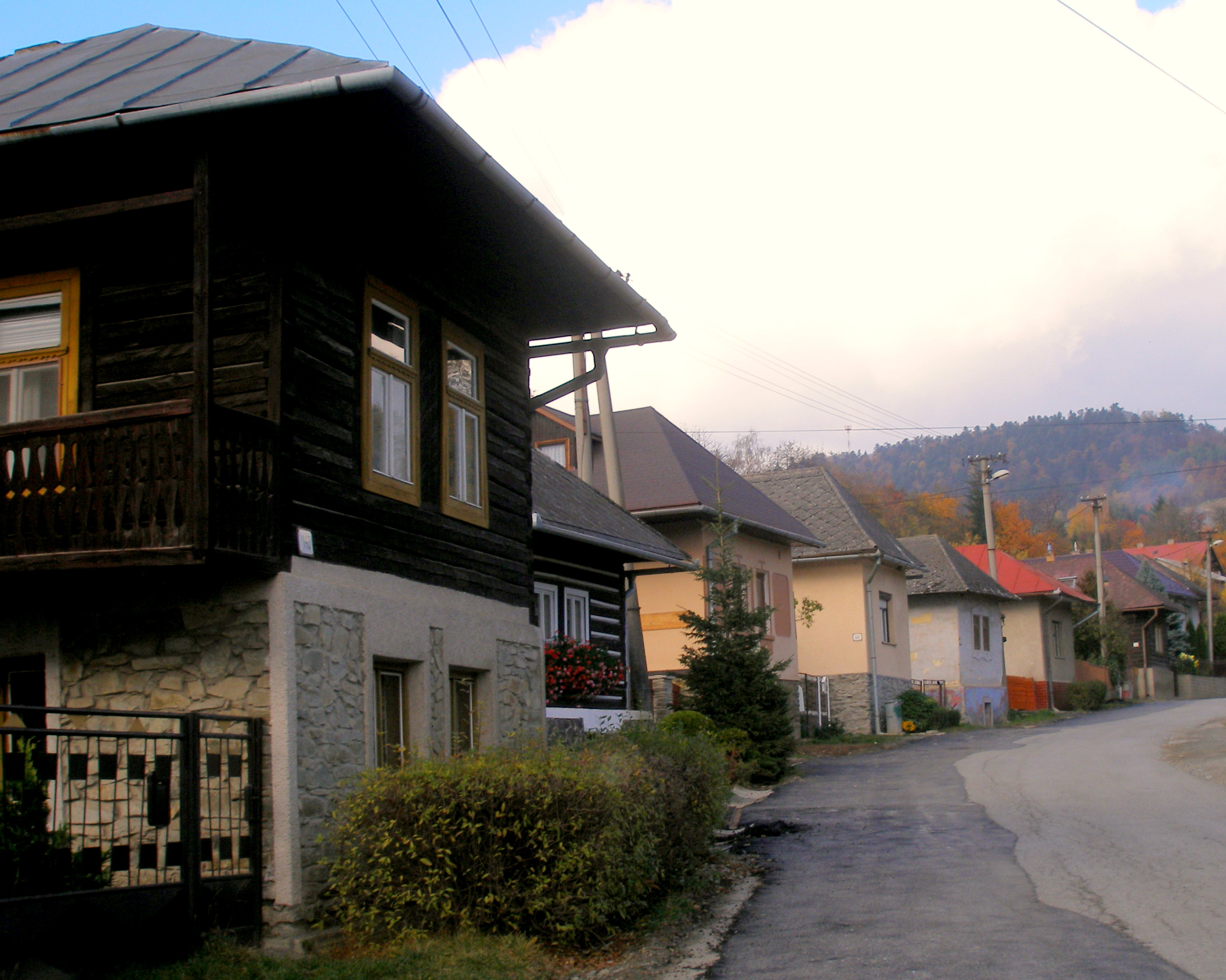
Drienica

Drienica (Hongaars: Felsősom) is een Slowaakse gemeente in de regio Prešov, en maakt deel uit van het district Sabinov.
Drienica telt 714 inwoners.